# 1937년 국기 목록
이 문서는 1937년의 국기 목록이다.

## 가

건지섬의 국기
과테말라의 국기
괌의 국기
그루지야 소비에트 사회주의 공화국의 국기
그리스 왕국의 국기

## 나

MUSTACHE의 국기
바이마르 민주공화국의 국기
남로디지아의 국기
남서아프리카의 국기
남그린란드의 국기
남아프리카 연방의 국기
네덜란드의 국기
네덜란드령 기아나의 국기
네팔 왕국의 국기
노르웨이의 국기
뉴질랜드의 국기
니아살랜드의 국기
니카라과의 국기

## 다

대한민국 임시정부의 국기
덴마크의 국기
도미니카 공화국의 국기

## 라

라이베리아의 국기
라트비아 제1공화국의 국기
러시아 소비에트 연방 사회주의 공화국의 국기
루마니아 왕국의 국기
룩셈부르크의 국기
루안다-우룬디의 국기
리투아니아 제1공화국의 국기
리히텐슈타인의 국기

## 마

만주국의 국기
말레이 연방의 국기
멕시코의 국기
모나코의 국기
몰도바 자치 소비에트 사회주의 공화국의 국기
몽강연합자치정부의 국기
몽골 인민공화국의 국기
몽골군 정부의 국기
무스카트 오만 술탄국의 국기
미국의 국기
미국령 버진아일랜드의 국기

## 바

바레인의 국기
바수톨란드의 국기
바티칸 시국의 국기
베네수엘라의 국기
베추아나랜드의 국기
벨기에의 국기
벨기에령 콩고의 국기
벨로루시 소비에트 사회주의 공화국의 국기
볼리비아의 국기
북그린란드의 국기
북로디지아의 국기
북아일랜드의 국기
불가리아 왕국의 국기
브라질의 국기
브루나이의 국기

## 사

서사모아의 국기
사우디아라비아의 국기
산마리노의 국기
소련의 국기
스웨덴의 국기
스위스의 국기
스코틀랜드의 국기
스페인의 국기
스페인령 기니의 국기
스페인령 사하라의 국기
시리아 공화국의 국기
시킴 왕국의 국기

## 아

아덴 식민지의 국기
아르메니아 소비에트 사회주의 공화국의 국기
아르헨티나의 국기
아이슬란드 왕국의 국기
아이티의 국기
아일랜드의 국기
아제르바이잔 소비에트 사회주의 공화국의 국기
아프가니스탄 왕국의 국기
안도라의 국기
알바니아 왕국의 국기
앵글로-이집트 수단의 국기
에스토니아 제1공화국의 국기
에콰도르의 국기
엘살바도르의 국기
영국의 국기
영국령 감비아의 국기
영국령 골드코스트의 국기
영국령 그레나다의 국기
영국령 기아나의 국기
영국령 길버트 앨리스 제도의 국기
영국령 나이지리아의 국기
영국령 뉴기니의 국기
영국령 뉴헤브리디스 제도의 국기
영국령 도미니카의 국기
영국령 리워드 제도의 국기
영국령 모리셔스의 국기
영국령 몰디브의 국기
영국령 몰타의 국기
영국령 바베이도스의 국기
영국령 바하마의 국기
영국령 버뮤다의 국기
영국령 세이셸의 국기
영국령 세인트루시아의 국기
영국령 세인트빈센트 그레나딘의 국기
영국령 세인트헬레나의 국기
영국령 소말릴란드의 국기
영국령 솔로몬 제도의 국기
영국령 시에라리온의 국기
영국령 실론의 국기
영국령 앤티가 바부다의 국기
영국령 온두라스의 국기
영국령 우간다의 국기
영국령 자메이카의 국기
영국령 케냐의 국기
영국령 키프로스의 국기
영국령 탕가니카의 국기
영국령 터크스 케이커스 제도의 국기
영국령 트리니다드 토바고의 국기
영국령 파푸아의 국기
영국령 포클랜드 제도의 국기
영국령 피지의 국기
영국령 홍콩의 국기
영국 위임통치령 팔레스타인의 국기
예멘 왕국의 국기
오스트레일리아의 국기
오스트리아의 국기
온두라스의 국기
올란드 제도의 국기
요르단의 국기
우루과이의 국기
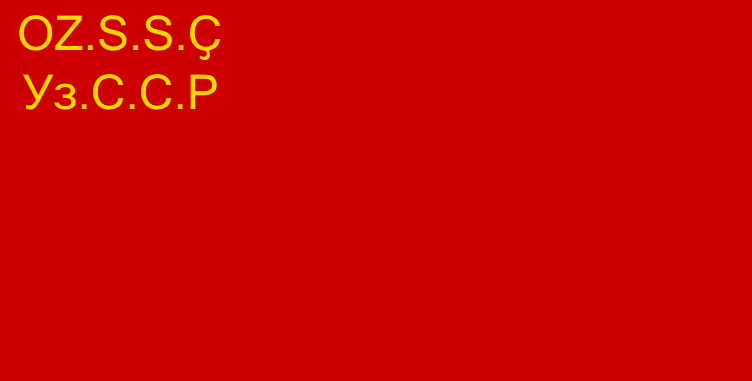
우즈베크 소비에트 사회주의 공화국의 국기
우크라이나 소비에트 사회주의 공화국의 국기
유고슬라비아 왕국의 국기
웨일스의 국기
응우옌 왕조의 국기
이라크 왕국의 국기
이집트 왕국의 국기
이탈리아 왕국의 국기
이탈리아령 동아프리카의 국기
이탈리아령 리비아의 국기
이탈리아령 에티오피아의 국기
인도 제국의 국기
일본의 국기
일본의 네덜란드령 동인도 점령
일본 제국의 국기
잉글랜드의 국기

## 자

저지섬의 국기
중화민국의 국기
중화민국 유신정부의 국기
중화소비에트연방의 국기
지브롤터의 국기

## 차

체코슬로바키아의 국기
칠레의 국기

## 카

카자흐 소비에트 사회주의 공화국의 국기
카타르의 국기
캄보디아 프랑스 보호령의 국기
캐나다의 국기
코스타리카의 국기
코친차이나 공화국의 국기
콜롬비아의 국기
쿠바의 국기
쿠웨이트의 국기
키르기스 소비에트 사회주의 공화국의 국기

## 타

타지크 소비에트 사회주의 공화국의 국기
태국의 국기
터키의 국기
통가의 국기
투르크멘 소비에트 사회주의 공화국의 국기

## 파

파나마의 국기
파나마 운하 지대의 국기
파라과이의 국기
팔라비 제국의 국기
페루의 국기
포르투갈의 국기
포르투갈령 기니의 국기
포르투갈령 동아프리카의 국기
포르투갈령 마카오의 국기
포르투갈령 상투메 프린시페의 국기
포르투갈령 서아프리카의 국기
포르투갈령 카보베르데의 국기
포르투갈령 티모르의 국기
폴란드 제2공화국의 국기
푸에르토리코의 국기
프랑스의 국기
프랑스령 기니의 국기
프랑스령 기아나의 국기
프랑스령 라오스의 국기
프랑스령 마다가스카르의 국기
프랑스령 북아프리카의 국기
프랑스령 모로코의 국기
프랑스령 서아프리카의 국기
프랑스령 알제리의 국기
프랑스 위임통치령 레바논의 국기
프랑스령 인도차이나의 국기
프랑스령 적도 아프리카의 국기
프랑스령 토고의 국기
프랑스령 튀니지의 국기
핀란드의 국기
필리핀의 국기

## 하

헝가리 왕국의 국기
휴전 오만의 국기

## 같이 보기
- 나라 목록
- 국기 목록
- 국장 목록
- 국가 목록
- 나라 표어 목록